# Ive
Ive (hangul: 아이브; rr: Aibeu; estilizado em letras maiúsculas) é um girl group sul-coreano formado pela Starship Entertainment. O grupo é composto por seis integrantes: Yujin, Gaeul, Rei, Wonyoung, Liz e Leeseo. Ive é reconhecido por suas canções cativantes e exploração de temas de amor próprio.
Elas fizeram sua estreia em 1 de dezembro de 2021, com o single álbum Eleven. Foi seguido logo com o single álbum Love Dive, cujo single se tornou a primeira canção número um de Ive no Circle Digital Chart. Foi o single de melhor desempenho do ano na Coreia do Sul em 2022 e foi premiado como Canção do Ano no Asia Artist Awards, Golden Disc Awards, MAMA Awards e Melon Music Awards. Ive alcançou sua segunda canção número um com o single de seu terceiro single álbum After Like. Em 2023, o grupo lançou seu primeiro álbum de estúdio I've Ive com sucesso comercial. Foi acompanhado por dois singles, "Kitsch" e "I Am",  ambos os quais também lideraram o Circle Digital Chart. Logo depois lançaram o grande hit “Baddie” que dominou os charts junto com “Off The Record” e “Either Way” no album I've Mine.

## Nome

Logotipo oficial de Ive

O nome do grupo, Ive, é uma contração de "I have", do inglês "Eu tenho". Alude à ideia de mostrar o que "eu tenho" para o público com confiança, onde ao invés de contar a história de crescimento, o grupo tenta retratar um "girl group completo" desde o início.

## História

### 2018–2021: Atividades de pré-estreia
Wonyoung e Yujin participaram do reality show Produce 48 em 2018. Wonyoung terminou em primeiro lugar e Yujin terminou em quinto lugar, tornando-se membros do girl group temporário Iz*One. Elas promoveram com o grupo até sua dissolução em 29 de abril de 2021.

### 2021: Introdução e estreia comEleven
Em 2 de novembro, a Starship Entertainment anunciou que estaria estreando um novo girl group, pela primeira vez desde WJSN em 2016. As membros foram reveladas de 3 a 8 de novembro (na ordem: Yujin, Gaeul, Wonyoung, Liz, Rei, e Leeseo). Em 8 de novembro, Starship revelou que o grupo estrearia em 1 de dezembro, seguido dois dias depois pelo anúncio do título do primeiro single álbum do grupo como Eleven. Em 1 de dezembro, o grupo lançou seu primeiro single álbum, Eleven, liderado pelo single de mesmo nome. O grupo fez sua estreia no Music Bank da KBS2 em 3 de dezembro apresentando "Eleven".
Nas paradas da Billboard datadas na semana de 14 de dezembro, "Eleven" ficou em nono lugar na tabela World Digital Song Sales e ficou nas tabelas Billboard Global 200 e Billboard Global Excl. US por quatorze semanas consecutivas. A canção também liderou a parada Hot Trending Songs da Billboard, estreando no topo da parada Top User Generated Songs da Billboard Japan, e entrou na parada Japan Hot 100. Enquanto isso, Ive entrou na Billboard Artist 100 pela primeira vez. "Eleven" alcançou a posição número dois no Circle Digital Chart e no Streaming Chart.
Em 8 de dezembro, exatamente uma semana após a estreia, Ive ganhou sua primeira vitória em um programa musical no Show Champion da MBC, tornando-se o girl group mais rápido a conquistar o primeiro lugar desde a estreia. "Eleven" venceu em programas musicais 13 vezes, incluindo uma coroa tripla no Music Bank da KBS2, Show! Music Core da MBC e Inkigayo da SBS. Além disso, Eleven registrou o maior número total inicial de vendas de álbuns registrados em sua primeira semana de lançamento, o maior entre os álbuns de estreia de girl groups. O videoclipe de "Eleven" ultrapassou 100 milhões de visualizações em 8 de março de 2022. Insider nomeou "Eleven" como uma das melhores canções de estreia de todos os tempos no K-pop.

### 2022–presente:Love Dive,After Like, estreia japonesa eI've Ive
Em 5 de abril, Ive lançou seu segundo single álbum, Love Dive, liderado pelo single de mesmo nome. Uma semana após o lançamento, a canção se tornou viral e alcançou 200 milhões de visualizações em seu desafio TikTok. "Love Dive" alcançou o primeiro lugar no Circle Digital Chart. O single também atraiu 28,9 milhões de streams e vendeu 2.800 fora dos Estados Unidos em sua primeira semana completa de rastreamento. Na parada da Billboard de 23 de abril, "Love Dive" alcançou a décima posição no Global Excl. US, tornando-se a primeira canção do grupo a chegar ao top 10. "Love Dive" passou um total de 29 semanas consecutivas na parada da Billboard Global Excl. US. O videoclipe de "Love Dive" ultrapassou 100 milhões de visualizações em 15 de junho. "Love Dive" ficou em 1º lugar na tabela anual do Melon e na tabela anual do Circle Digital. Com o sucesso comercial do grupo, "Love Dive" foi premiada como Canção do Ano em várias premiações, inclusive no MAMA Awards, Melon Music Awards, Golden Disc Awards, e Asia Artist Awards. O grupo também foi premiado como Melhor Grupo Feminino e Melhor Novo Artista no Melon Music Awards, Artista Revelação do Ano no Golden Disc Awards, também ganhou vários prêmios em premiações musicais de fim de ano no Genie Music Awards, Circle Chart Music Awards, Seoul Music Awards.
Em 18 de julho, a Starship Entertainment anunciou que Ive voltaria em agosto com seu terceiro single álbum, After Like. Foi lançado junto com o single principal de mesmo nome em 22 de agosto. "After Like" sampleia o hit icônico "I Will Survive" de Gloria Gaynor. "After Like" ascendeu ao número um no Circle Digital Chart. O videoclipe de "After Like" acumulou 57 milhões de visualizações no YouTube em 3 dias de seu lançamento. "After Like" ascendeu ao número 9 na parada Billboard Global Excl. US. "After Like" tornou-se a primeira canção do grupo a alcançar um Perfect all-kill, uma conquista musical em que uma canção alcança simultaneamente o primeiro lugar nas paradas em tempo real, diárias e semanais de várias plataformas de streaming de música da Coreia do Sul, incluindo MelOn, Bugs, Genie Music e YouTube Music. "After Like" venceu em programas musicais 14 vezes, tornando-se a canção com o maior número de vitórias naquele ano.
Em 10 de agosto, foi anunciado no site oficial japonês de Ive que elas fariam sua estreia no Japão no outono de 2022. Em 8 de setembro, foi anunciado que Ive lançaria a versão japonesa de "Eleven" em 19 de outubro. O videoclipe da versão japonesa de "Eleven" foi pré-lançado em 19 de setembro. Lançado em 19 de outubro, o single álbum Eleven -Japanese version- consistia em "Eleven" e o lado b "Queen of Hearts", a primeira música original em japonês de Ive. O álbum vendeu 88.312 cópias em sua primeira semana na Billboard Japan, e foi certificado ouro pela Associação da Indústria de Gravação do Japão em 19 de novembro.
Em 16 de janeiro de 2023, Ive lançou seu segundo single japonês "Love Dive", uma regravação de seu single coreano de mesmo nome. De 11 a 24 de fevereiro de 2023, Ive embarcou na primeira etapa de sua primeira turnê solo "The Prom Queens", que visitou Seul, Yokohama e Kobe em seis datas esgotadas.
Em 16 de março, foi anunciado que Ive lançaria seu primeiro álbum de estúdio, I've Ive, em 10 de abril. O grupo pré-lançou um single do álbum, intitulado "Kitsch", em 27 de março, que estreou em primeiro lugar no Circle Digital Chart. A canção se tornou a segunda canção a alcançar um Perfect all-kill nas paradas musicais coreanas. Em 24 de março, foi anunciado que o grupo havia assinado com a Columbia Records, uma gravadora da Sony Music, para promoção nos Estados Unidos como parte da Kakao Entertainment, empresa controladora da Starship Entertainment, parceria com a gravadora. Em 1 de abril, foi anunciado que Ive lançaria seu primeiro extended play japonês intitulado Wave em 31 de maio.
Em 10 de abril, Ive lançou seu primeiro álbum de estúdio I've Ive, junto com o single principal "I Am". "I Am" ascendeu ao número um no Circle Digital Chart, tornando-se sua terceira canção a alcançar um Perfect all-kill nas paradas musicais coreanas. Em 11 de abril, a Starship Entertainment anunciou que a integrante Rei suspenderia temporariamente as atividades devido a motivos de saúde. Em 9 de maio, Ive pré-lançou "Wave", o single principal de seu próximo álbum japonês de mesmo nome. Em 26 de maio, a Starship Entertainment anunciou que Rei voltaria do hiato após um mês de inatividade. Em 31 de maio, o primeiro EP japonês de Ive, Wave, estreou em primeiro lugar na parada diária de álbuns da Oricon e, em seguida, estreou em primeiro lugar nas paradas semanais de álbuns da Oricon. Ele também estreou em primeiro lugar na Billboard Japan Hot Albums e foi certificado ouro pela Associação da Indústria Fonográfica do Japão. De 17 de junho a 9 de julho, Ive completou a segunda metade de sua primeira turnê solo "The Prom Queens", que consistiu em seis paradas no Sudeste Asiático e Taiwan. A turnê atraiu um público total de 97.000 espectadores.
Em 27 de julho, foi anunciado que Ive está se preparando para um retorno em outubro.

## Outros empreendimentos

### Embaixada
Em setembro de 2022, Ive foi nomeado embaixador da "Campanha de Todos" anual da Cruz Vermelha Coreana para promover o voluntariado. Em junho de 2023, Ive se tornou embaixador da Puma na Ásia e no Pacífico.

### Endossos
Em agosto de 2022, Ive apareceu como modelo para o "V Coloring" da SK Telecom, um serviço de toque de chamada de vídeo baseado em assinatura. Em janeiro de 2023, Ive foi selecionado como modelo para o "2023 Pepsi Project", uma colaboração entre Starship Entertainment e Pepsi. Em 13 de julho de 2023, Ive lançou o single promocional "I Want" em colaboração com a Pepsi. Em 21 de janeiro de 2023, Ive foi escolhido como o novo modelo da Papa John's Pizza. Em abril de 2023, Ive se tornou modelo para o chá de seda de milho da Kwangdong Pharmaceutical.

### Filantropia
Em 14 de fevereiro de 2023, Ive e Starship Entertainment doaram ₩150 milhões para esforços de emergência em relação aos terremotos na Turquia e na Síria.

## Impacto
Em janeiro de 2022, Ive foi eleito o artista de K-pop mais esperado do ano por 31 dos especialistas de agências musicais mais populares de diferentes empresas de entretenimento.
Em novembro de 2022, como parte de seu 18º ano de publicação, JoyNews24 conduziu uma pesquisa com 200 funcionários da indústria do entretenimento para determinar o "Artista do Ano", para o qual Ive ficou em primeiro lugar na lista. No mesmo mês, o Shibuya109 Lab, que é um instituto de marketing para jovens administrado pela Shibuya109 Entertainment no Japão, realizou uma pesquisa com um relatório intitulado "Next Generation K-Pop Idols" para mulheres de 15 a 24 anos. Ive ficou em primeiro lugar na lista, mencionando a atenção por sua música, moda e pose.
Em dezembro de 2022, Ive foi eleito o "Melhor Cantor do Ano" e ficou em segundo lugar como "Revelação do Ano" por executivos de 33 funcionários da música pop de várias empresas de entretenimento. No mesmo mês, o Zsouken Research Institute conduziu uma pesquisa para o segundo semestre de 2022 sobre quem são os artistas mais populares no Japão para a Geração Z, na qual Ive ficou em quinto lugar, o ato mais alto fora do Japão, obtendo 12,3% dos votos entre 120.000 participantes. Ive também estava listado no Korea Power Celebrity 40 da Forbes.

## Integrantes
- Gaeul (hangul: 가을), nascida Kim Ga-eul (hangul: 김가을) em 24 de setembro de 2002 (22 anos) em Bupyeong, Incheon, Coreia do Sul. É 'rapper líder subvocalista dançarina principal[10]
- Yujin (hangul: 유진), nascida An Yu-jin (hangul: 안유진) em 1 de setembro de 2003 (21 anos) em Cheongju, Coreia do Sul. É líder, vocalista principal e dançarina  principal.[9]
- Rei (em japonês:  レイ), nascida Naoi Rei (em japonês:  直井れい) em 3 de fevereiro de 2004 (21 anos) em Nagoia, Aichi, Japão. É vocalista e rapper principal.[13]
- Wonyoung (hangul: 원영), nascida Jang Won-young em 31 de agosto de 2004 (20 anos) em Seul, Coreia do Sul. É vocalista, visual, dançarina, face of the group e center. Ela é a mais famosa do grupo.[11]
- Liz (hangul: 리즈), nascida Kim Ji-won em 21 de novembro de 2004 (20 anos) em Jeju, Coreia do Sul. É vocalista principal.[12]
- Leeseo (hangul: 이서), nascida Lee Hyun-seo em 21 de fevereiro de 2007 (18 anos) em Seul, Coreia do Sul. É vocalista, sub rapper, Dançarina principal  Visual  maknae. [14]

## Discografia
- I've Ive (2023)
- I’ve Mine (2023)

## Videografia

### Videoclipes
| Título                   | Ano  | Diretor(es)      | Ref.    |
| ------------------------ | ---- | ---------------- | ------- |
| "Eleven"                 | 2021 | Jinooya Makes    | [ 100 ] |
| "Love Dive"              | 2022 | Haus of Team     | [ 101 ] |
| "After Like"             | 2022 | Haus of Team     | [ 102 ] |
| "Eleven" (Japanese ver.) | 2022 | Highqualityfish  | [ 103 ] |
| "Kitsch"                 | 2023 | Haus of Team     | [ 104 ] |
| "I Am"                   | 2023 | Highqualityfish  | [ 105 ] |
| "Wave"                   | 2023 | VIA (Jimmy)      | [ 106 ] |
| "I Want"                 | 2023 | PinkLabel Visual | [ 107 ] |

### Other videos
| Title               | Year | Director(s)        | Ref.    |
| ------------------- | ---- | ------------------ | ------- |
| "Have What We Want" | 2021 | Rigend Film Studio | [ 108 ] |
| "Show What I Have"  | 2021 | Haus of Team       | [ 109 ] |
| "Dear. Cupid"       | 2022 | Haus of Team       | [ 110 ] |
| "I've Summer Film"  | 2022 | Haus of Team       | [ 111 ] |

## Filmografia

### Reality shows
| Ano           | Título    | Notas | Ref.                    |
| ------------- | --------- | --- | ----------------------- |
| 2021–presente | Ive On    | Nos bastidores das atividades dos membros e promoções musicais. | [ 112 ]                 |
| 2022–presente | Ive Off   | Nos bastidores das atividades de promoção não musicais dos membros. | [ 113 ]                 |
| 2022–presente | Ive Log   | Conteúdo vlog dos membros. | [ 114 ]                 |
| 2021–2023     | 1,2,3 Ive | Uma série de reality show, que atualmente tem um total de 3 temporadas. A primeira temporada é uma série especial que mostra os bastidores dos dias de pré-estréia dos membros. As temporadas 2–3 incluem uma variedade de jogos, desafios, missões e muito mais. | [ 115 ] [ 116 ] [ 117 ] |

## Concertos e turnês

### Ive The 1st Fan Concert "The Prom Queens"
| Data                    | Cidade      | País          | Local                           | Audiência | Ref.    |
| ----------------------- | ----------- | ------------- | ------------------------------- | --------- | ------- |
| 11 de fevereiro de 2023 | Seul        | Coreia do Sul | Olympic Hall Beyond Live        | —         | [ 63 ]  |
| 12 de fevereiro de 2023 | Seul        | Coreia do Sul | Olympic Hall Beyond Live        | —         | [ 63 ]  |
| 18 de fevereiro de 2023 | Yokohama    | Japão         | Pia Arena MM                    | 57,000    | [ 64 ]  |
| 19 de fevereiro de 2023 | Yokohama    | Japão         | Pia Arena MM                    | 57,000    | [ 64 ]  |
| 23 de fevereiro de 2023 | Kobe        | Japão         | World Memorial Hall             | 57,000    | [ 64 ]  |
| 24 de fevereiro de 2023 | Kobe        | Japão         | World Memorial Hall             | 57,000    | [ 64 ]  |
| 17 de junho de 2023     | Manila      | Filipinas     | Smart Araneta Coliseum          | —         | [ 82 ]  |
| 24 de junho de 2023     | Taipé       | Taiwan        | New Taipei City Exhibition Hall | 8,600     | [ 83 ]  |
| 25 de junho de 2023     | Taipé       | Taiwan        | New Taipei City Exhibition Hall | 8,600     | [ 83 ]  |
| 30 de junho de 2023     | Singapura   | Singapura     | The Star Theatre                | —         | [ 82 ]  |
| 8 de julho de 2023      | Banguecoque | Tailândia     | Thunder Dome                    | —         | [ 118 ] |
| 9 de julho de 2023      | Banguecoque | Tailândia     | Thunder Dome                    | —         | [ 118 ] |
| Total                   | Total       | Total         | Total                           | 97,000    | [ 118 ] |

## Prêmios e indicações
| Cerimônia de premiação        | Ano  | Categoria                                    | Indicado(s) / Trabalho(s) | Resultado | Ref.    |
| ----------------------------- | ---- | -------------------------------------------- | ------------------------- | --------- | ------- |
| Asia Artist Awards            | 2022 | Canção do Ano (Daesang)                      | "Love Dive"               | Venceu    | [ 41 ]  |
| Asia Artist Awards            | 2022 | Prêmio Hot Trend – Música                    | Ive                       | Venceu    | [ 41 ]  |
| Asia Artist Awards            | 2022 | Revelação do Ano – Música                    | Ive                       | Venceu    | [ 41 ]  |
| Asia Artist Awards            | 2022 | Prêmio de popularidade DCM – Cantor          | Ive                       | Indicado  | [ 119 ] |
| Asia Artist Awards            | 2022 | Prêmio de popularidade Idolplus - Música     | Ive                       | Indicado  | [ 120 ] |
| Asian Pop Music Awards        | 2022 | Melhor Novo Artista – Exterior               | Ive                       | Venceu    | [ 122 ] |
| Asian Pop Music Awards        | 2022 | As 20 Melhores Músicas do Ano – Exterior     | "Love Dive"               | Venceu    | [ 122 ] |
| Asian Pop Music Awards        | 2022 | Prêmio Escolha do Público                    | Ive                       | 10º lugar | [ 122 ] |
| Brand Customer Loyalty Awards | 2022 | Revelação do Ano (Feminino)                  | Ive                       | Indicado  | [ 124 ] |
| Brand Customer Loyalty Awards | 2023 | Ídolo Feminino Mais Influente                | Ive                       | Venceu    | [ 125 ] |
| Brand of the Year Awards      | 2022 | Ídolo Feminino do Ano (Estrela em Ascensão)  | Ive                       | Venceu    | [ 127 ] |
| Circle Chart Music Awards     | 2023 | Novo Artista do Ano – Físico                 | After Like                | Venceu    | [ 43 ]  |
| Circle Chart Music Awards     | 2023 | Canção do Ano – Abril                        | "Love Dive"               | Venceu    | [ 44 ]  |
| Circle Chart Music Awards     | 2023 | Canção do Ano – Dezembro                     | "Eleven"                  | Venceu    | [ 45 ]  |
| Circle Chart Music Awards     | 2023 | Álbum do Ano – 3º Trimestre                  | After Like                | Indicado  | [ 128 ] |
| Circle Chart Music Awards     | 2023 | Novo Artista do Ano – Digital                | "Eleven"                  | Indicado  | [ 129 ] |
| Circle Chart Music Awards     | 2023 | Canção do Ano – Agosto                       | "After Like"              | Indicado  | [ 130 ] |
| Dong-A.com's Pick             | 2022 | Hold Your Breath and Loved Ive               | Ive                       | Venceu    | [ 131 ] |
| Genie Music Awards            | 2022 | Prêmio de Melhor Revelação Feminino          | Ive                       | Venceu    | [ 42 ]  |
| Genie Music Awards            | 2022 | Melhor Estilo                                | Ive                       | Venceu    | [ 42 ]  |
| Genie Music Awards            | 2022 | Artista do Ano                               | Ive                       | Indicado  | [ 132 ] |
| Genie Music Awards            | 2022 | Melhor Grupo Feminino                        | Ive                       | Indicado  | [ 133 ] |
| Genie Music Awards            | 2022 | Prêmio de popularidade Genie Music           | Ive                       | Indicado  | [ 133 ] |
| Genie Music Awards            | 2022 | Canção do Ano                                | "Love Dive"               | Indicado  | [ 134 ] |
| Golden Disc Awards            | 2023 | Canção do Ano (Daesang)                      | "Love Dive"               | Venceu    | [ 40 ]  |
| Golden Disc Awards            | 2023 | Melhor Canção Digital (Bonsang)              | "Love Dive"               | Venceu    | [ 40 ]  |
| Golden Disc Awards            | 2023 | Artista Revelação do Ano                     | Ive                       | Venceu    | [ 40 ]  |
| Hanteo Music Awards           | 2021 | Prêmio Revelação – Grupo Feminino            | Ive                       | Venceu    | [ 135 ] |
| Hanteo Music Awards           | 2021 | Prêmio Artista – Grupo Feminino              | Ive                       | Indicado  | [ 136 ] |
| Hanteo Music Awards           | 2023 | Artista do Ano (Bonsang)                     | Ive                       | Venceu    | [ 137 ] |
| Japan Gold Disc Awards        | 2023 | Novo Artista do Ano (Ásia)                   | Ive                       | Venceu    | [ 138 ] |
| Japan Gold Disc Awards        | 2023 | Melhores 3 Novos Artistas (Ásia)             | Ive                       | Venceu    | [ 138 ] |
| Joox Thailand Music Awards    | 2022 | Melhor Artista Social Global do Ano          | Ive                       | Indicado  | [ 139 ] |
| K-Global Heart Dream Awards   | 2022 | K-Global Bonsang                             | Ive                       | Venceu    | [ 140 ] |
| K-Global Heart Dream Awards   | 2022 | Prêmio K-Global Super Rookie                 | Ive                       | Venceu    | [ 140 ] |
| Korea First Brand Awards      | 2023 | Melhor Ídolo Feminino                        | Ive                       | Venceu    | [ 141 ] |
| Korea PD Awards               | 2023 | Prêmio de Melhor Performance – Cantor        | Ive                       | Venceu    | [ 142 ] |
| Korean Music Awards           | 2023 | Revelação do Ano                             | Ive                       | Indicado  | [ 143 ] |
| Korean Music Awards           | 2023 | Canção do Ano                                | "Love Dive"               | Indicado  | [ 143 ] |
| Korean Music Awards           | 2023 | Melhor Canção K-pop                          | "Love Dive"               | Indicado  | [ 143 ] |
| MAMA Awards                   | 2022 | Melhor Performance de Dança – Grupo Feminino | "Love Dive"               | Venceu    | [ 38 ]  |
| MAMA Awards                   | 2022 | Melhor Nova Artista Feminina                 | Ive                       | Venceu    | [ 38 ]  |
| MAMA Awards                   | 2022 | Novo Artista Favorito                        | Ive                       | Venceu    | [ 38 ]  |
| MAMA Awards                   | 2022 | Canção do Ano (Daesang)                      | "Love Dive"               | Venceu    | [ 38 ]  |
| MAMA Awards                   | 2022 | Artista do Ano (Daesang)                     | Ive                       | Indicado  | [ 144 ] |
| MAMA Awards                   | 2022 | Worldwide Fans' Choice Top 10                | Ive                       | Indicado  | [ 144 ] |
| Melon Music Awards            | 2022 | Melhor Grupo Feminino                        | Ive                       | Venceu    | [ 39 ]  |
| Melon Music Awards            | 2022 | Melhor Novo Artista                          | Ive                       | Venceu    | [ 39 ]  |
| Melon Music Awards            | 2022 | Canção do Ano (Daesang)                      | "Love Dive"               | Venceu    | [ 39 ]  |
| Melon Music Awards            | 2022 | Top 10 Artistas                              | Ive                       | Venceu    | [ 39 ]  |
| Melon Music Awards            | 2022 | Artista do Ano (Daesang)                     | Ive                       | Indicado  | [ 39 ]  |
| MTV Video Music Awards Japan  | 2022 | Prêmio de Melhor Buzz                        | Ive                       | Venceu    | [ 145 ] |
| Mubeat Awards                 | 2021 | Artista Novato (Feminino)                    | Ive                       | Venceu    | [ 146 ] |
| Seoul Music Awards            | 2022 | Prêmio de popularidade K-wave                | Ive                       | Indicado  | [ 147 ] |
| Seoul Music Awards            | 2022 | Prêmio de popularidade                       | Ive                       | Indicado  | [ 147 ] |
| Seoul Music Awards            | 2022 | Revelação do Ano                             | Ive                       | Indicado  | [ 147 ] |
| Seoul Music Awards            | 2023 | Prêmio de Melhor Canção                      | Ive                       | Venceu    | [ 46 ]  |
| Seoul Music Awards            | 2023 | Prêmio Bonsang                               | Ive                       | Venceu    | [ 46 ]  |
| Seoul Music Awards            | 2023 | Prêmio Especial Hallyu                       | Ive                       | Indicado  | [ 148 ] |
| Seoul Music Awards            | 2023 | Prêmio de popularidade                       | Ive                       | Indicado  | [ 148 ] |
| The Fact Music Awards         | 2022 | Artista do Ano                               | Ive                       | Venceu    | [ 149 ] |
| The Fact Music Awards         | 2022 | Prêmio Próximo Líder                         | Ive                       | Venceu    | [ 150 ] |
| The Fact Music Awards         | 2022 | Prêmio Fan N Star Choice (Artista)           | Ive                       | Indicado  | [ 151 ] |
| The Fact Music Awards         | 2022 | Prêmios Quatro Estrelas                      | Ive                       | Indicado  | [ 152 ] |
| The-K Billboard Awards        | 2022 | Prêmio Artista Global                        | Ive                       | Venceu    | [ 153 ] |
| The-K Billboard Awards        | 2022 | Prêmio Hot Rookie                            | Ive                       | Venceu    | [ 153 ] |

### Listicles
| Editora | Ano  | Listicle                 | Posição | Ref.   |
| ------- | ---- | ------------------------ | ------- | ------ |
| Forbes  | 2023 | Korea Power Celebrity 40 | 38º     | [ 99 ] |